# Roberto Tristán
Pour les articles homonymes, voir Tristan.
Roberto Carlos Tristán Jorges, né le 6 mai 1983, est un joueur et entraîneur péruvien de football.

## Biographie

### Carrière de joueur
Jouant en défense, Roberto Tristán remporte la Copa Perú (3e division) au sein du León de Huánuco en 2009.
Entre 2012 et 2013, il joue en 2e division péruvienne d'abord à l'Alianza Universidad en 2012, suivi du Sport Victoria l'année suivante.

### Carrière d'entraîneur
Entraîneur-adjoint au Sport La Vid en 2015, Tristán se fait un chemin dans des équipes de Copa Perú, dont l'ADT ou son ancien club de joueur, le León de Huánuco. En 2019, il prend les rênes du Deportivo Llacuabamba et remporte initialement la Copa Perú, même si une erreur administrative l'empêche d'être sacré in fine au profit du Carlos Stein.
En 2022, alors qu'il entraîne Inkas FC, il passe au Deportivo Garcilaso de Cuzco et s'octroie la Copa Perú, ce qui permet à ce dernier club de participer pour la première fois au championnat du Pérou. Vainqueur de la Copa Perú en tant que joueur (2009 avec le León de Huánuco) et entraîneur (2022 avec le CD Garcilaso), il s'agit de la deuxième personne à réaliser cette performance après Elmer Lozada, vainqueur avec le Sportivo Huaracán en 1973 et l'Atlético Universidad en 2002.

## Palmarès

### Palmarès de joueur
León de Huánuco
- Copa Perú (1) :
  - Vainqueur : 2009.

### Palmarès d'entraîneur
| Deportivo Garcilaso - Copa Perú (1) : - Vainqueur : 2022. |  | Deportivo Llacuabamba - Copa Perú : - Finaliste : 2019. |